# Valdelcubo
Valdelcubo – gmina w Hiszpanii, w prowincji Guadalajara, w Kastylii-La Mancha, o powierzchni 13,83 km². W 2011 roku gmina liczyła 74 mieszkańców.